# Mishima: A Life in Four Chapters
Mishima: A Life in Four Chapters és una pel·lícula estatunidenca del director Paul Schrader estrenada el 1985. Es tracta d'una biografia filmada de l'escriptor japonès Yukio Mishima, amb música de Philip Glass.

## Argument
És aquesta una pel·lícula sobre la vida i obra de Yukio Mishima. S'alternen tres pel·lícules diferents, per dir-ho així. La més real narra l'últim dia de la vida de l'escriptor, i és amb la qual comença i acaba la projecció. La vida anterior de l'escriptor, començant des de la seva infància, es narra en blanc i negre, i la seva obra literària es posa en escena amb decorats i maneres inequívocament teatrals. En la vida anterior de l'escriptor se senten ocasionalment els pensaments del propi Mishima en anglès (veu de Roy Scheider), mentre que totes les altres veus, incloent la del propi Mishima quan no és narrador, estan en japonès.
La pel·lícula és marcadament literària i expositiva en el sentit que tant els seguidors com els detractors de Mishima poden sortir del cinema satisfets d'haver vist una exposició de la biografia i literatura que evita fer valoracions.
Mishima va ser, a més d'un gran escriptor, un cabdill feixista anacrònic, i aquesta condició ha influït en la difusió de la seva obra. Aquesta pel·lícula no ha estat una excepció. En una entrevista realitzada per Antonio Weinrichter, Paul Schrader diu que al Japó va haver-hi amenaces de mort als exhibidors. A mitjans de 2009 s'estava intentant llançar al Japó una versió en CD íntegrament en japonès.

## Repartiment
- Ken Ogata: Yukio Mishima
- Gô Rijû: Mishima (18-19 anys)
- Yuki Nagahara: Mishima (5 anys)
- Masayuki Shionoya: Morita
- Hiroshi Mikami: Cadet 1
- Junya Fukuda: No. 2
- Shigeto Tachihara: Cadet No. 3
- Junkichi Orimoto: General Mashita